# Bund der Landwirte
Der Bund der Landwirte (BDL bzw. BdL) war eine am 18. Februar 1893 gegründete Interessenorganisation der Landwirtschaft im Deutschen Reich, die 1921 im Reichslandbund aufging.

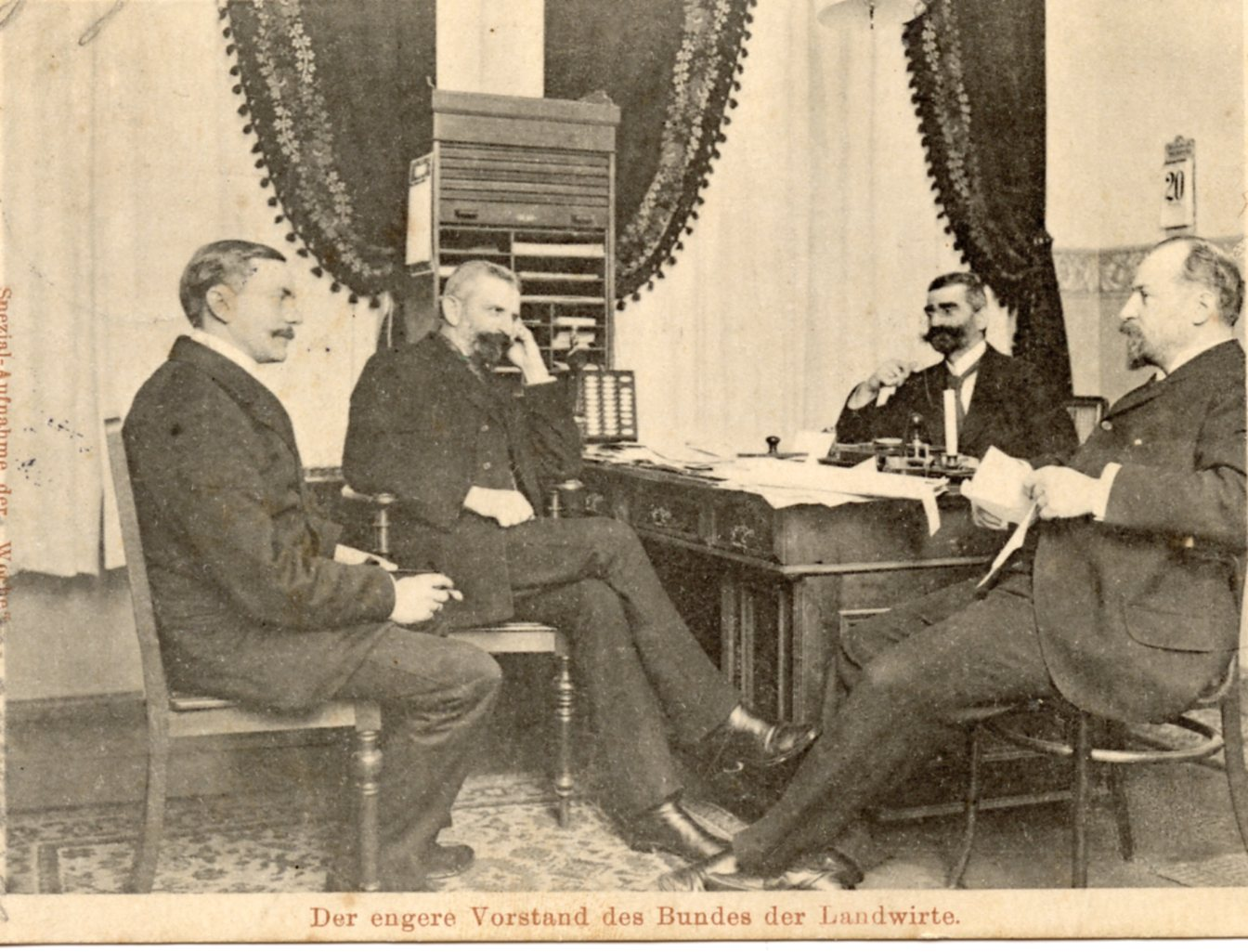
Der engere Vorstand des Bundes der Landwirte um 1900, links Diederich Hahn, Mitte Conrad von Wangenheim, rechts Gustav Roesicke

## Organisation
Der Bund entstand im Zusammenhang mit der Agrarkrise der frühen 1890er-Jahre und den Protesten der Landwirte gegen die weniger protektionistische Agrarpolitik des Reichskanzlers Leo von Caprivi.
Nachdem der Reichstag 1878 aufgelöst worden war, weil er Bismarcks Sozialistengesetz nicht akzeptieren wollte, konnte sich der Kanzler im neugewählten Reichstag auf eine viel breitere agrar-konservative Mehrheit stützen und der Landwirtschaft zurufen: „Der Landwirtschaft schuldet der Staat die gleiche Beachtung wie der Industrie; wenn beide nicht Hand in Hand gehen, wird keine ohne die andere stark genug sein sich zu helfen.“
1882 beschäftigte die deutsche Landwirtschaft noch fast so viele Menschen wie Handel und Industrie zusammen; im Jahr 1895 stand sie schon allein hinter der Industrie um fast zwei Millionen Arbeitnehmer zurück. Industrie und Banken boomten.
So fühlte sich die Landwirtschaft nach Bismarcks Sturz 1890, bei zunehmender Landflucht und bei zugleich rapide sinkenden Getreidepreisen existentiell bedroht durch Bismarcks Nachfolger Leo von Caprivi, einen der Landwirtschaft fernstehenden preußischen General, der sich noch damit brüstete „ohne Ar und Halm“ zu sein.
Caprivis Handelsverträge, die er mit Russland und Österreich abschloss und die sich für Industrie und Handel sehr segensreich auswirkten, wurde von der Landwirtschaft als eine Gefährdung ihrer Lebensfähigkeit angesehen.
Hans-Peter Ullmann nennt ihn den Typ einer Pressure Group, wie es sie vorher im Kaiserreich noch nicht gegeben hatte. Zur Entwicklung landwirtschaftlicher Interessenverbände vor seiner Gründung siehe Entwicklung des organisierten Verbandswesens vor der Gründung des Deutschen Bauernverbands.
Der Bund der Landwirte wurde auf einer Aufsehen erregenden, von zehntausend Menschen in den Sälen der Berliner Tivoli-Brauerei besuchten Gründungsversammlung ins Leben gerufen. Seine Mitglieder stammten aus den meisten protestantischen Gegenden des Reiches. Die Hochburgen lagen in Nord- und Mitteldeutschland und insbesondere in Preußen. Bereits im Mai 1893, nur drei Monate nach Gründung des BDL konnte dieser in den anstehenden Reichstagswahlkampf eingreifen und am 13. Juli 1893 mit der von ihm inspirierten Wirtschaftlichen Vereinigung unter Wilhelm von Kardorff, Berthold von Ploetz und Diederich Hahn bereits 140 Abgeordnete, also etwa ein Drittel des Parlaments, auf seine Interessen verpflichten. Der Bund war straff und zentralistisch organisiert. Die ungefähr 30.000 Ortsvereine bildeten die Basis von ungefähr 600 Bezirksabteilungen, welche wiederum zu 250 Wahlkreisabteilungen zusammengefasst waren. darüber stand die Bundesleitung in Berlin, für die allein in der Hauptverwaltung mehr als 350 Beschäftigte arbeiteten.
Bereits 1893 hatte der BDL 200.000 Mitglieder, im Jahr 1913 waren es gar 330.000. Nur ein Prozent davon waren Großgrundbesitzer, 26 % waren Vollbauern, 75 % Kleinbauern und ungefähr zwei Prozent ländliche Handwerker. Die Führungspositionen wurden allerdings von den ostelbischen Großgrundbesitzern eingenommen, darunter als Vorsitzender von 1898 bis 1920 der pommersche Gutsbesitzer und nationalkonservative Politiker Conrad Freiherr von Wangenheim. Henning aus dem Winckel war später im Engeren Vorstand. Auch der Kurs der Organisation war im Wesentlichen auf deren Interessen ausgerichtet. Der Verband war modern organisiert und beschäftigte eine Reihe meist bürgerlicher Verbandsfunktionäre. Die Gründer des Bundes hatten sich dabei bei aller inhaltlichen Distanz ausdrücklich auch an den Methoden der Sozialdemokraten als der damals stärksten Massenbewegung orientiert, wie es etwa der Aufruf des Generalpächters Ruprecht-Ransern aus dem Dezember 1892 deutlich macht: „Ich schlage nichts mehr und nichts weniger vor, als dass wir unter die Sozialdemokraten gehen und ernstlich gegen die Regierung Front machen (…) und sie unsere Macht fühlen lassen (…) Wir müssen aufhören zu klagen (…). Wir müssen schreien, dass es das ganze Land hört, wir müssen schreien, dass es bis in die Parlamentssäle und die Ministerien dringt – wir müssen schreien, dass es bis an die Stufen des Thrones vernommen wird (…) Aber wir müssen, damit unser Geschrei nicht auch wieder unbeachtet verhallt, gleichzeitig handeln (…) Wir müssen (…) Politik und zwar Interessenpolitik treiben; (…) denn nur dadurch, dass wir rücksichtslose und ungeschminkte Interessenpolitik treiben, kann vielleicht die Existenz der heutigen Landwirte gerettet werden.“ Diederich Hahn, am 21. Juni 1897 vom Bundesausschuss des BDL als volkswirtschaftlicher und politischer Direktor in den dreiköpfigen engeren Vorstand gewählt, hat den Aufbau der Organisation stark mitgeprägt. Der Bund verfügte über verschiedene eigene Publikationsorgane und beschäftigte zur Agitation besondere Wanderredner, die vor allem im wenig arbeitsintensiven Winterhalbjahr in den Dörfern sprachen. Die Bundesleitung verfügte zudem über eine eigene Wahlabteilung, um die Aufstellung eigener Kandidaten zu koordinieren. Während der Wahlkämpfe sorgte die Abteilung für einheitliche Propaganda. Ein besonderes parlamentarisches Büro in der Zentrale war zuständig für die Betreuung der dem Bund nahestehenden Parlamentarier. Eine Reihe von Nebenorganisationen, wie Einkaufsgenossenschaften, bot den Mitgliedern ökonomische Vorteile und sorgte für die Stabilisierung der Mitgliederzahlen. Insgesamt arbeiteten 1913 über 350 Angestellte in der Hauptverwaltung und etwa 400 in weiteren Verwaltungsstellen etwa in den verschiedenen Regionen.

## Verbandsideologie
Das Programm des Bunds enthielt viele Allgemeinplätze und Leerformeln, um die Vereinigung für möglichst große Teile der Landbevölkerung interessant zu machen und um der Bundesleitung einen größtmöglichen Handlungsspielraum zu belassen. Die Forderungen lassen sich dennoch in fünf Ideologiekerne unterteilen.
- Der Bund der Landwirte verstand sich als Vertreter der gesamten Landwirtschaft unabhängig von der Größe und den Eigentumsverhältnissen der Betriebe. Er beschwor immer wieder die Solidarität zwischen ostelbischen Großgrundbesitzern und süd- und westdeutschen Kleinbauern unabhängig von deren jeweiliger Produktionsrichtung.[7]
- Er propagierte die Auffassung, dass der Agrarsektor Vorrang vor allen anderen Wirtschaftszweigen haben müsse, da er für das Allgemeinwohl unersetzlich sei. Mit dieser Begründung wurden Subventionen gefordert.[7]
- Er gab sich als konservative, monarchistische, christliche, extrem nationalistische, antisoziale und antiliberale Organisation. Dies lag einmal an den politischen Grundüberzeugungen der Mitglieder im Bundesvorstand und entsprach andererseits taktischen Kalkül um sich den „staatstragenden Kräften“ als Bündnispartner gegen den erstarkenden Liberalismus und die Sozialdemokratie dieser Zeit anzubieten.[7]
- Der Bund sah sich selbst als eigentlichen Kern der Mittelstandsbewegung und propagierte deren Einheit um, durchaus erfolgreich, innerhalb des Mittelstands Verbündete für seine Forderungen zu finden.
- Er war Vertreter eines militanten Antisemitismus. Dabei knüpfte er an die latent auf dem Land vorhandene Judenfeindlichkeit an und füllte sie mit neuen Inhalten.[7]

## Politik und Ziele
Das Ziel des Bundes war, die führende Stellung der Landwirtschaft in Wirtschaft und Politik zu bewahren. In einem der Gründungsdokumente heißt es: „Die deutsche Landwirtschaft ist das erste und bedeutendste Gewerbe, die festeste Stütze des Reiches und der Einzelstaaten. Dieselbe zu schützen und zu kräftigen, ist unsere erste und ernsteste Aufgabe, weil durch das Blühen und Gedeihen der Landwirtschaft die Wohlfahrt aller Berufszweige gesichert ist.“
Weitere Ziele des Bundes waren die Verteidigung der Tante-Emma-Läden gegen großstädtische Warenhausketten, die Interessenwahrung des ländlichen und kleinstädtischen Mittelstandes, der Handlungsgehilfen, der ländlichen Arbeiter, der Schiffer und Fischer und der kleinen Weinbauern.
Die zentralen Forderungen – vom Bund als die „Großen Mittel“ bezeichnet – waren:
- die Einführung eines staatlichen Getreidehandelsmonopols für ausländisches Getreide mit garantierten Mindestpreisen (für inländisch erzeugtes Getreide)
- die Einführung einer bimetallistischen Währung: Neben Goldmünzen sollte es wieder Silbermünzen geben. Von den damit verbundenen Inflationseffekten erhoffte sich der Bund eine Entlastung der ländlichen Schuldner
- eine Börsenreform vor allem mit dem Ziel, den Getreide-Terminhandel und Produktenbörsen abzuschaffen.[10]

Hinzu kamen die sogenannten kleinen Mittel. Dazu zählte die Verschärfung der Seuchenkontrolle bei Fleischimporten, das Verbot der Gelbfärbung von Margarine und anderes. Schließlich stand die Forderung nach der Erhöhung der Schutzzölle im Mittelpunkt. Als dies 1902 gelungen war, verteidigte der BDL die Bülow-Tarife.
Um diese Sachziele herum entstand aus verschiedenen Versatzstücken ein ideologischer Rahmen. Neben der Betonung der einheitlichen Interessen von Groß- und Kleinbesitz war der Bund entschieden monarchisch, antiparlamentarisch, antidemokratisch, dabei ständisch-populistisch eingefärbt, nationalistisch, antisozialistisch und auch ein Gegner des Liberalismus. Der BDL war eine der bedeutendsten antisemitischen Organisationen der 1890er-Jahre. Er griff die in der ländlichen Gesellschaft weit verbreitete Abneigung gegen Handel treibende Juden auf, die als „Geldverleiher“ oft Gläubiger der vielfach hochverschuldeten Landbevölkerung waren, formte diese Vorurteile im rassistischen Sinn um und verschärfte sie.
Innerhalb des BDL hatte der Antisemitismus vor allem eine einigende Funktion: Die führenden Kräfte innerhalb des Bundes benötigten die Unterstützung der Kleinbauern, um als Massenbewegung ihre Interessen vertreten zu können. Da sich jedoch die politischen und ökonomischen Interessen der ostelbischen Großgrundbesitzer von denen hessischer Kleinbauern stark unterschieden, war der gemeinsame politische Antisemitismus ein wichtiges, Einheit stiftendes Moment. In seiner antisemitischen Agitation wurde der BDL unter anderem von Aktivisten der antisemitischen Vereine Deutscher Studenten und von antisemitischen Parlamentariern und Parteiführern unterstützt.
Ein Unterschied zu anderen Interessenorganisationen war, dass der BDL nicht nur versuchte, bei Regierungen, Parteien und in den Parlamenten Gehör zu finden, sondern selbst in den Wahlkämpfen tätig wurde und versuchte, den Zielen des Bundes genehme Kandidaten durchzubringen. Ihm gelang es in vielen protestantisch geprägten ländlichen Wahlkreisen einen erheblichen Teil der Wähler zu mobilisieren. Nipperdey bezeichnet den BDL gar als eine große „Wahlmaschine.“
Zur Durchsetzung dieses Ziels arbeitete die Organisation eng mit der Deutschkonservativen Partei zusammen. Für diese Honoratiorenpartei wurde die Mobilisierungsfähigkeit des Bundes zunehmend wichtiger für die Verteidigung der konservativen Positionen in den Parlamenten. Allerdings geriet die Partei damit in die Abhängigkeit des BdL und hat in diesem Zusammenhang ihren Charakter verändert. Der Altkonservatismus verlor an Gewicht. Die Verteidigung von „Thron und Altar“ verlor an Bedeutung, während der Einsatz für höhere Einnahmen für die Landwirte wichtiger wurde. Bei Konflikten zwischen Bund und Partei entzog der BDL den konservativen Kandidaten seine Unterstützung und setzte sich zeitweise mit Erfolg für Parteien der Antisemiten ein. Allerdings hat der Versuch, unabhängig von der konservativen Partei zu agieren, nicht immer funktioniert. So kam es bei den Reichstagswahlen von 1903 zur Aufstellung eigener Kandidaten des Bundes, von denen aber nur vier in den Reichstag einziehen konnten. Nach diesem Misserfolg söhnten sich Konservative und der Bund wieder aus. Dieser übte weiterhin erheblichen Einfluss auf die Partei aus.
Vor allem in den Gebieten, in denen die Konservativen nur schwach vertreten waren, etwa in der Provinz Hannover, in Hessen oder der Pfalz arbeitete der Bund mit dem rechten Flügel der Nationalliberalen zusammen. Immerhin hatte der Bund vor der Reichstagswahl von 1907 etwa 60 % der nationalliberalen Abgeordneten auf sein Programm einschwören können. In Teilen der südwestdeutschen Staaten agierte der Bund als Land- oder Bauernbund politisch eigenständig.
Der BDL opponierte während der Regierung Caprivi im Jahr 1894 gegen die Senkung der Getreidezölle und trat für eine Schutzzollpolitik ein.
Er scheiterte allerdings mehrfach mit dem Versuch, eine strikte staatliche Regulierung des Getreidehandels zu erreichen. In anderen Bereichen, etwa in der Frage neuer Eisenbahntarife, bei der Gesetzgebung zur Herstellung von Margarine, Zucker und Branntwein und anderen Interessenbereichen war der BDL erfolgreich. Politisch war der Bund für die Erhaltung des Dreiklassenwahlrechts in Preußen. Im Jahr 1909 führte nicht zuletzt der gemeinsame Widerstand der Konservativen und des BDL gegen die geplante Finanzreform zum Sturz des Kanzlers Bernhard von Bülow.
Der BDL betrieb eine überaus erfolgreiche Lobbypolitik innerhalb und außerhalb des Parlaments. Der Bund befragte vor den Wahlen die verschiedenen Kandidaten und unterstützte nur diejenigen, die sich schriftlich zum Programm des BDL bekannten. Zwar hatten schon die Zeitgenossen dies als ein verfassungswidriges imperatives Mandat kritisiert, jedoch ohne dass dies Folgen gehabt hätte. Der Bund war unter dem Namen Wirtschaftliche Vereinigung in den bürgerlichen Reichstagsfraktionen vertreten. Bis zu 100 Abgeordnete waren in annähernd jeder Legislaturperiode Mitglied auch im BDL oder standen ihm anderweitig nahe. Im preußischen Abgeordnetenhaus konnte er sich stets auf etwa ein Drittel der Abgeordneten stützen. Während des Ersten Weltkriegs vertrat der BDL expansive Kriegsziele. Zu Beginn der Weimarer Republik fusionierte er mit dem Deutschen Landbund zum Deutschen Reichslandbund (1921), der nach 1933 im Reichsnährstand aufging.